# 1835 en photographie
| Années de la photographie : 1832 - 1833 - 1834 - 1835 - 1836 - 1837 - 1838    |
| Décennies de la photographie : 1800 - 1810 - 1820 - 1830 - 1840 - 1850 - 1860 |

Cet article présente les faits marquants de l'année 1835 en photographie.

## Événements
- Louis Daguerre travaille à la mise au point du daguerréotype. Dans le Journal des artistes du 27 septembre 1835, à la suite d'un article élogieux, signé F. et attribué à Arsène Houssaye, sur son spectacle de diorama, La Vallée de Goldau, figure p. 203-204 ce passage[1] :

« Il [Daguerre] a trouvé dit-on, le moyen de recueillir, sur une planche préparée par lui, l’image produite par la chambre noire, de manière qu’un portrait, un paysage, une vue quelconque, projetée sur ce plateau par la chambre noire ordinaire, y laisse son empreinte en clair et en ombre, et présente ainsi le plus parfait de tous les dessins… Une préparation mise par dessus cette image, la conserve pendant un temps indéfini… »
Il s'agit du premier écho public des recherches de Daguerre.

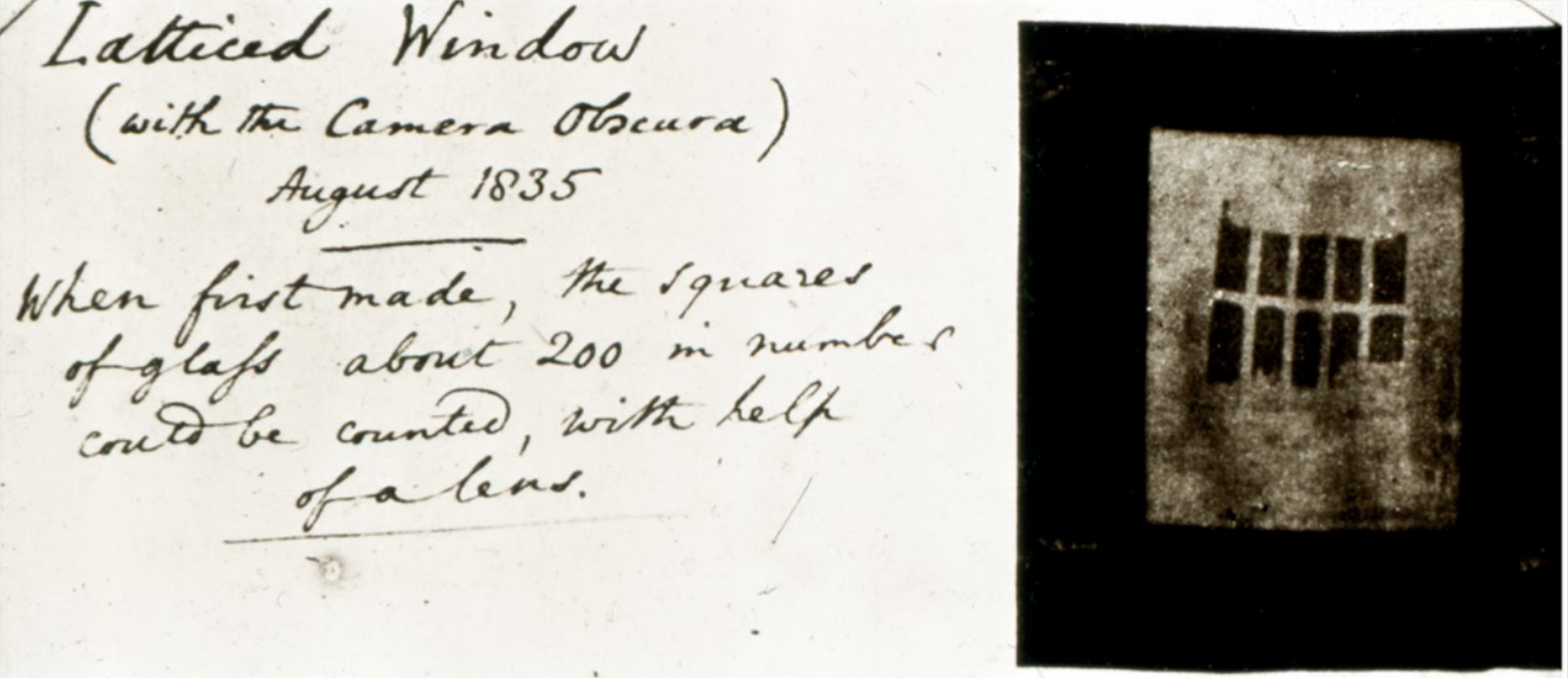
William Henry Fox Talbot, Fenêtre grillagée, Abbaye de Lacock. Le premier négatif.

- William Henry Fox Talbot réalise le premier négatif sur papier qui ait été conservé : une image négative de 2,5 cm de côté représentant une fenêtre, prise de l’intérieur de sa résidence, Lacock Abbey, dans le Wiltshire (Latticed window in Lacock Abbey).

## Naissances
- 20 mars : Guillaume Berggren (de), photographe suédois, mort le 26 août 1920.
- 28 juillet : Hilda Sjölin, photographe suédoise, morte le 7 juin 1915.
- juillet : Suzuki Shin'ichi I, photographe japonais, mort en décembre 1918.
- 17 octobre : Alexine Tinne, photographe et exploratrice néerlandaise, morte le 1er août 1869.
- décembre : Barnett M. Clinedinst (en), photographe américain, mort le 21 décembre 1900.